# Aroldo Tieri
Aroldo Tieri (* 28. August 1917 in Corigliano Calabro, Kalabrien; † 29. Dezember 2006 in Rom) war ein italienischer Schauspieler.

## Leben
Tieri war in über 100 italienischen Spielfilmen als Schauspieler zu sehen. Seine Karriere begann 1939 mit dem Historienfilm Manon Lescaut von Regisseur Carmine Gallone an der Seite von Alida Valli und Vittorio De Sica. Es folgten Filmproduktionen mit vielen bekannten nationalen, wie auch internationalen Regisseuren, wie beispielsweise 1961 in Cléments Halt mal die Bombe, Liebling (Che gioia vivere) an der Seite von Alain Delon und Ugo Tognazzi, oder 1967 in Stenos Etappenschweine (La feldmarescialla) mit Rita Pavone. Seinen letzten Film drehte er 1969 und spielte fortan ausschließlich am Theater. Die meisten seiner Filme hatten keine Aufführung im deutschsprachigen Raum.
2001 hatte ihm Roberto Benigni die Rolle des Richters in seiner Pinocchio-Verfilmung angeboten. Großen Erfolg hatte vor allem mit Komödien an der Seite des Komikers Totò.

## Filmografie (Auswahl)
- 1939: Mille chilometri al minuto
- 1949: Totò cerca casa
- 1950: Ich war einen Sünderin (Ho sognato il paradiso)
- 1950: Nacht-Taxi (Taxi di notte)
- 1950: Süßer Reis (L'inafferrabile 12)
- 1950: Totò als Scheich (Totò sceicco)
- 1951: Keine Liebe, aber… aber… (Amor non ho! Però, però..)
- 1952: Das öffentliche Ärgernis oder die Justiz in Nöten (La presidentessa)
- 1955: Casanova – seine Liebe und Abenteuer (Le avventure di Giacomo Casanova)
- 1957: Der Hund, der „Herr Bozzi“ hieß (Un angelo è sceso a Brooklyn)
- 1958: Sei helle, bleib Junggeselle (Gli zitelloni)
- 1958: Totò und Peppino (Totò, Peppino e le fanatiche)
- 1959: Tschau, tschau, Bambina (Ciao, ciao, bambina!)
- 1960: Un dollaro di fifa
- 1960: Messalina (Messalina Venere imperatrice)
- 1961: Ferien in der Silberbay (Vacanze alla baia d'argento)
- 1961: Halt mal die Bombe, Liebling (Che gioia vivere)
- 1961: I magnifici tre
- 1962: Due contro tutti
- 1964: Due mafiosi nel Far West
- 1964: Wir, die Trottel vom Geheimdienst (002 agenti segretissimi)
- 1965: Herr Major, zwei Flaschen melden sich zur Stelle (I due sergenti del generale Custer)
- 1967: Etappenschweine (La feldmarescialla)